# Franck Barthe
Franck Barthe (7 de novembro de 1972) é um matemático francês.
Obteve um doutorado em 1997 na Universidade de Marne-La-Vallée, orientado por Alain Pajor e Bernard Maurey.
Recebeu o Prêmio EMS de 2004.
Foi palestrante convidado do Congresso Internacional de Matemáticos em Madrid (2006: The Brunn-Minkowski theorem and related geometric and functional inequalities).